# تمزكانة
تمزكانة (باللهجة المغاربية: تمزڭانة)؛ هي قرية مغربية شمال المملكة. تنتمي تمزكانة لإقليم تاونات الجبلي. تضم هذه القرية 15.085 نسمة (إحصاء 2004).